# 3-甲基邻苯二甲酸酐
3-甲基邻苯二甲酸酐是一种有机化合物，化学式为C9H6O3。它可由2-甲基苯甲酸和三氟乙酸银在三氟乙酸钯催化下反应制得。它和苯胺在乙腈中回流反应，可以得到N-苯基-3-甲基邻苯二甲酰亚胺。